# كيندال لانجفورد
كيندال لانجفورد (بالإنجليزية: Kendall Langford)‏ هو لاعب كرة قدم أمريكية أمريكي، ولد في 27 يناير 1986 في بطرسبرغ في الولايات المتحدة.

## وصلات خارجية
- كيندال لانجفورد على موقع مرجع كرة القدم المحترفة.كوم (الإنجليزية)